# Паздников, Пётр Иванович
Пётр Иванович Паздников (10 июля 1924, Чёрмоз — 12 января 2006) — командир орудийного расчета 375-го отдельного истребительно-противотанкового дивизиона 312-й стрелковой дивизии, старший сержант — на момент последнего представления к награждению орденом Славы.

## Биография
Родился 10 июля 1924 года в городе Чёрмоз, Чёрмозского района Уральской области. Окончил 7 классов. Работал слесарем на Чёрмозском металлургическом заводе.
В августе 1942 года был призван в Красную Армию Чермозским райвоенкоматом. Был направлен в Пермское пулемётно-миномётное училище, но учёбу не закончил. С февраля 1943 года участвовал в боях с захватчиками. Боевой путь начал наводчиком 45-мм пушки 1170-го стрелкового полка 348-й стрелковой дивизии, вскоре стал командиром расчета. К лету 1944 года был награждён орденом Красной Звезды и медалью «За отвагу».
24 июня 1944 года в бою на правом берегу реки Друть у деревни Роговая командир расчета 45-мм пушки старший сержант Паздников огнём из орудия подавил 3 огневые точки противника, поразил свыше 20 противников.
Приказом командира 348-й стрелковой дивизии от 16 сентября 1944 года старший сержант Паздников Пётр Иванович награждён орденом Славы 3-й степени.
На завершающем этапе войны воевал командиром орудийного расчета 375-го отдельного истребительно-противотанкового дивизиона 312-й стрелковой дивизии.
17 апреля 1945 года в районе юго-западнее города Лебус старший сержант Паздников, командуя бойцами, в артиллерийской дуэли поразил вражескую пушку. 18 апреля прямой наводкой подавил 4 огневые точки противника, чем способствовал продвижению стрелковых подразделений. Был представлен к награждению орденом Славы.
Приказом от 2 мая 1945 года старший сержант Паздников Пётр Иванович награждён орденом Славы 3-й степени повторно.
20 апреля 1945 года при ликвидации окруженной группировки противника у населенного пункта Хайнерсдорф расчет старшего сержанта Паздникова вывел из строя вражескую пулеметную точку с прислугой. 21 апреля вблизи населенного пункта Буххольц под артиллерийско-минометным обстрелом выкатил орудие на открытую позицию, подавил 5 огневых точек противника, истребил много вражеских солдат и офицеров.
Приказом от 8 июня 1945 года старший сержант Паздников Пётр Иванович награждён орденом Славы 2-й степени.
В 1947 году был демобилизован. Вернулся в родной город.
Указом Президиума Верховного Совета СССР от 19 августа 1955 года в порядке перенаграждения Паздников Пётр Иванович орденом Славы 1-й степени. Стал полным кавалером ордена Славы.
Жил в городе Чермоз. Работал слесарем, с 1955 года — кузнецом-котельщиком, на Чермозском металлургическом заводе до его закрытия. Скончался 12 января 2006 года.
Награждён орденами Отечественной войны 1-й и 2-й степени, Красной Звезды, Славы 3-х степеней, медалями, в том числе медалью «За отвагу».